# Disney Studios Australia
Disney Studios Australia – australijskie studio filmowe należące do News Corporation. Mieści się w dawnym Sydney Showground w Moore Park. Od jego otwarcia w maju 1998, studio brało udział w produkcji filmów m.in.: Matrix, Moulin Rouge!, Mission: Impossible II, Gwiezdne wojny: część II – Atak klonów, Gwiezdne wojny: część III – Zemsta Sithów i Superman: Powrót.